# Гравюрный кабинет (Дрезден)
Гравюрный кабинет (нем. Kupferstich-Kabinett Dresden) — художественный музей в Дрездене, основу которого составляют произведения графического искусства. Основан в 1720 году и является частью Государственных художественных собраний Дрездена.

## История и описание
Гравюрный кабинет — как и многие другие известные коллекции в Дрездене — ведёт свою историю от коллекции произведений искусства, собранной саксонских курфюрстами. В период около 1560 года была основана дрезденская Кунсткамера (Kunstkammer), на основе которой в 1720 году появился независимый Гравюрный кабинет — музей, посвященный графическим работам и рисункам; в последующие века коллекция постоянно расширялась. По заявлению собственной администрации, Гравюрный кабинет является старейшим музеем графического искусства в немецкоязычных регионах. В течение XVIII и XIX веков «кабинет» все больше превращался из придворного «центра документации» в полноценный художественный музей; так, еще в 1899 году в нём был создан отдел художественной фотографии, ставший одним из первых в немецкоязычных странах.
Масштабная бомбардировка Дрездена в конце Второй мировой войны, в феврале 1945 года, привела к серьезному сокращению коллекции — несмотря на эвакуацию многих работ, потери фондов были крайне высоки. После войны последовал вывоз самых известных работ из коллекции в Советский Союз — лишь в конце 1950-х данная часть коллекции была возвращена в Дрезден и снова стала доступна в помещениях музея Альбертинум.
В 1988 году в состав коллекции вошёл архив Йозефа Хегенбарта (1884—1962) — известного графика, который жил в Дрездене более полувека до своей смерти в 1962 году. Архив расположен в отдельном здании в районе Лошвиц на востоке Дрездена.
20 февраля 2004 года президент Украины Леонид Кучма передал федеральному правительству Германии два массивных «тома» с 142 медными гравюрами, которые до Второй мировой войны принадлежали фондам Кабинета.
В апреле 2016 года семья Геркен передала Кабинету часть своей коллекции современной графики, живописи и скульптуры (Stiftung G. und A. Gercken), которую она собирала с 1950-х годов.
В итоге обширная коллекция Гравюрного кабинета насчитывает сегодня более 500 000 единиц хранения, из которых только часть может быть представлена широкой аудитории; при этом ещё 50000 работ продолжают числиться пропавшими в годы войны. Коллекция включает в себя работы таких художников, как Альбрехт Дюрер, Лукас Кранах Старший, Ганс Гольбейн-младший, Ян ван Эйк, Рубенс, Рембрандт, Гойя и Микеланджело. В 1898 году директор Макс Лерс заложил основы обширной коллекции современных работ: он приобрёл около 200 работ Кете Колвитц.
В дополнение к постоянной выставке Кабинет регулярно организует специальные экспозиции: обычно около 100—130 объектов демонстрируются публике на трехмесячных временных выставках по конкретным темам или авторам.

## Награды
- 2008: «Музей года» — Германское отделение, Международная ассоциация искусствоведов (AICA)[3].